# Golteria

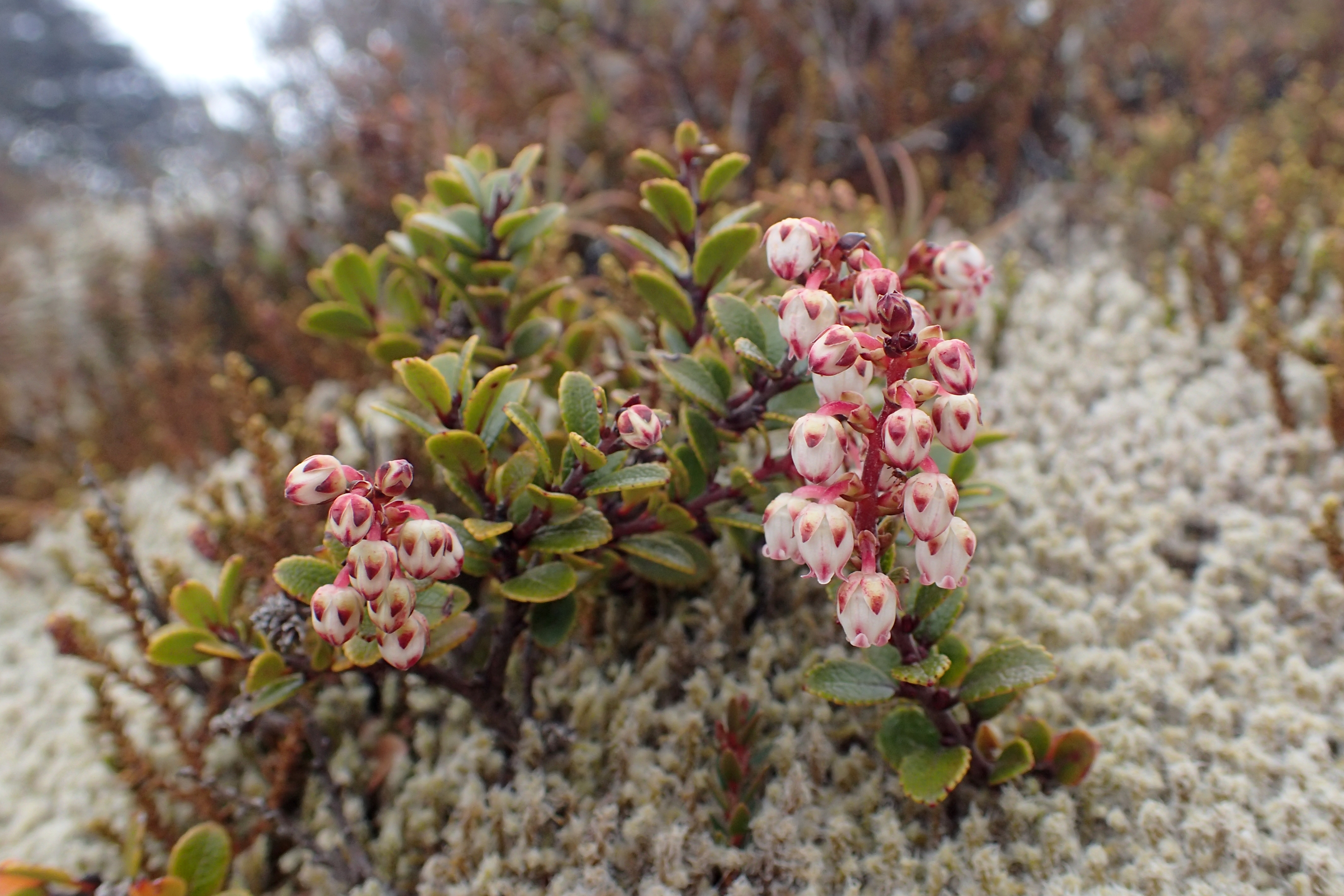
Gaultheria colensoi

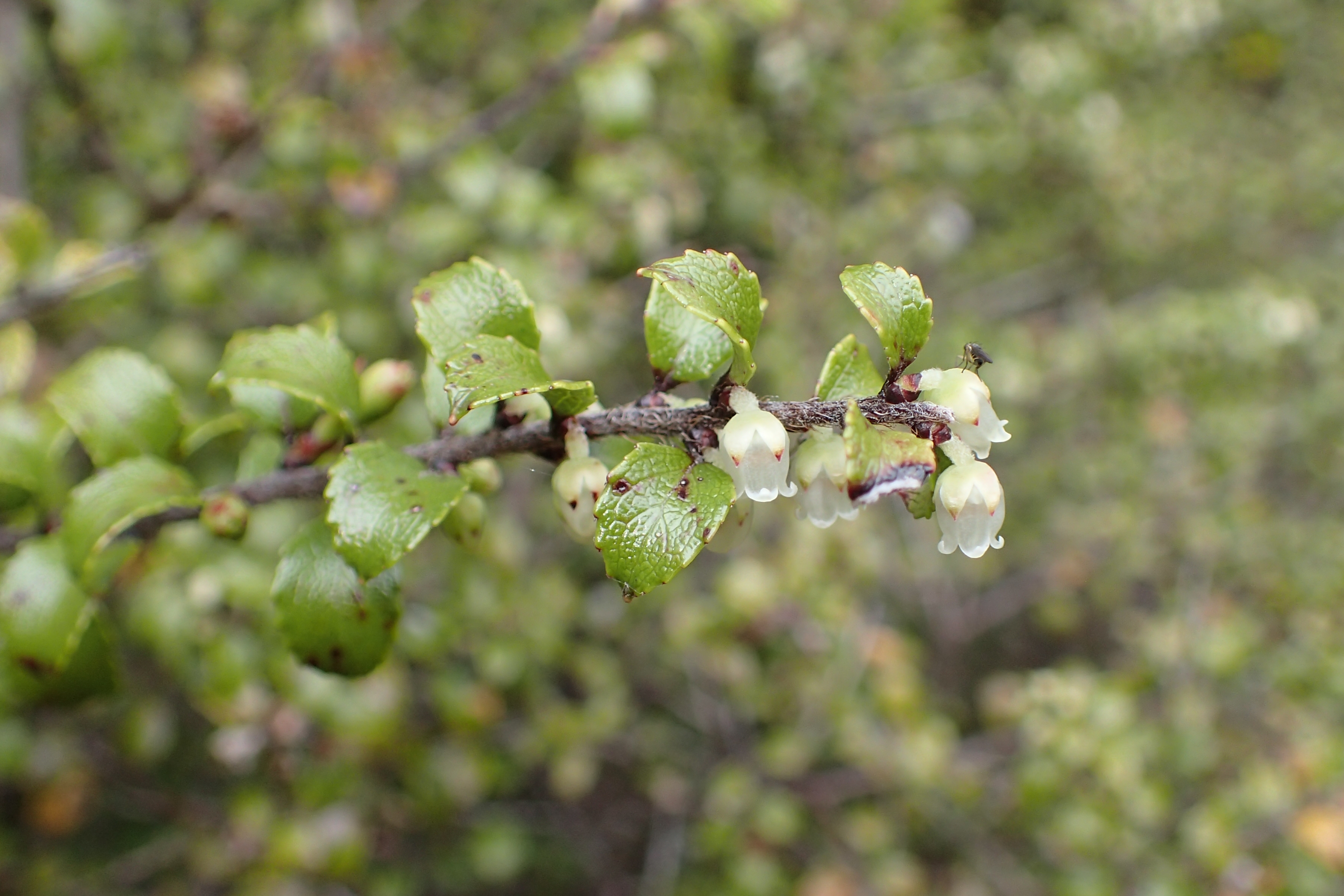
Gaultheria antipoda

Golteria, gaulteria (Gaultheria L.) – rodzaj roślin z rodziny wrzosowatych (Ericaceae). Obejmuje ok. 150 gatunków. W stanie naturalnym występują głównie w południowej i południowo-wschodniej Azji, Australii, Nowej Zelandii oraz Ameryce Południowej; 5 gatunków występuje w Ameryce Północnej. Rośliny te zasiedlają zwykle mokradła oraz tereny skaliste, zarówno na nagich stokach jak i porośnięte widnymi lasami. Kora i liście tych roślin są aromatyczne. Kwiaty zapylane są przez owady. 
Niektóre gatunki uprawiane są jako ozdobne. W warunkach klimatycznych Polski uprawia się około 10 gatunków z tego rodzaju, najczęściej golterię rozesłaną. Niektóre gatunki (np. golteria rozesłana i G. shallon) dostarczają oleju zawierającego salicylan metylu.
Nazwa rodzaju w języku łacińskim (Gaultheria) została nadana przez Pehra Kalma w 1748 roku dla upamiętnienia francusko-kanadyjskiego lekarza i botanika Jeana-François Gaultiera.

## Morfologia

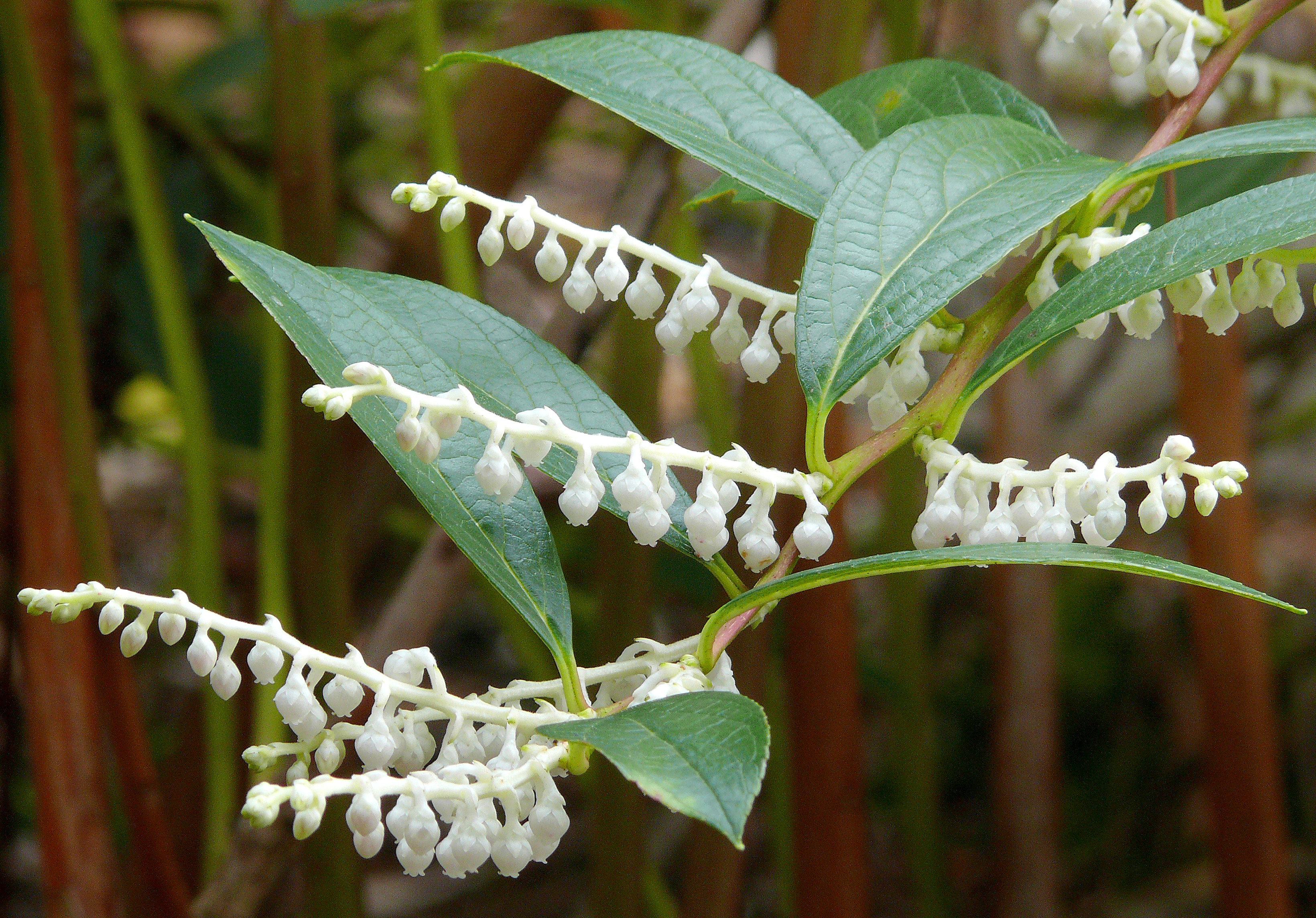
Gaultheria fragrantissima

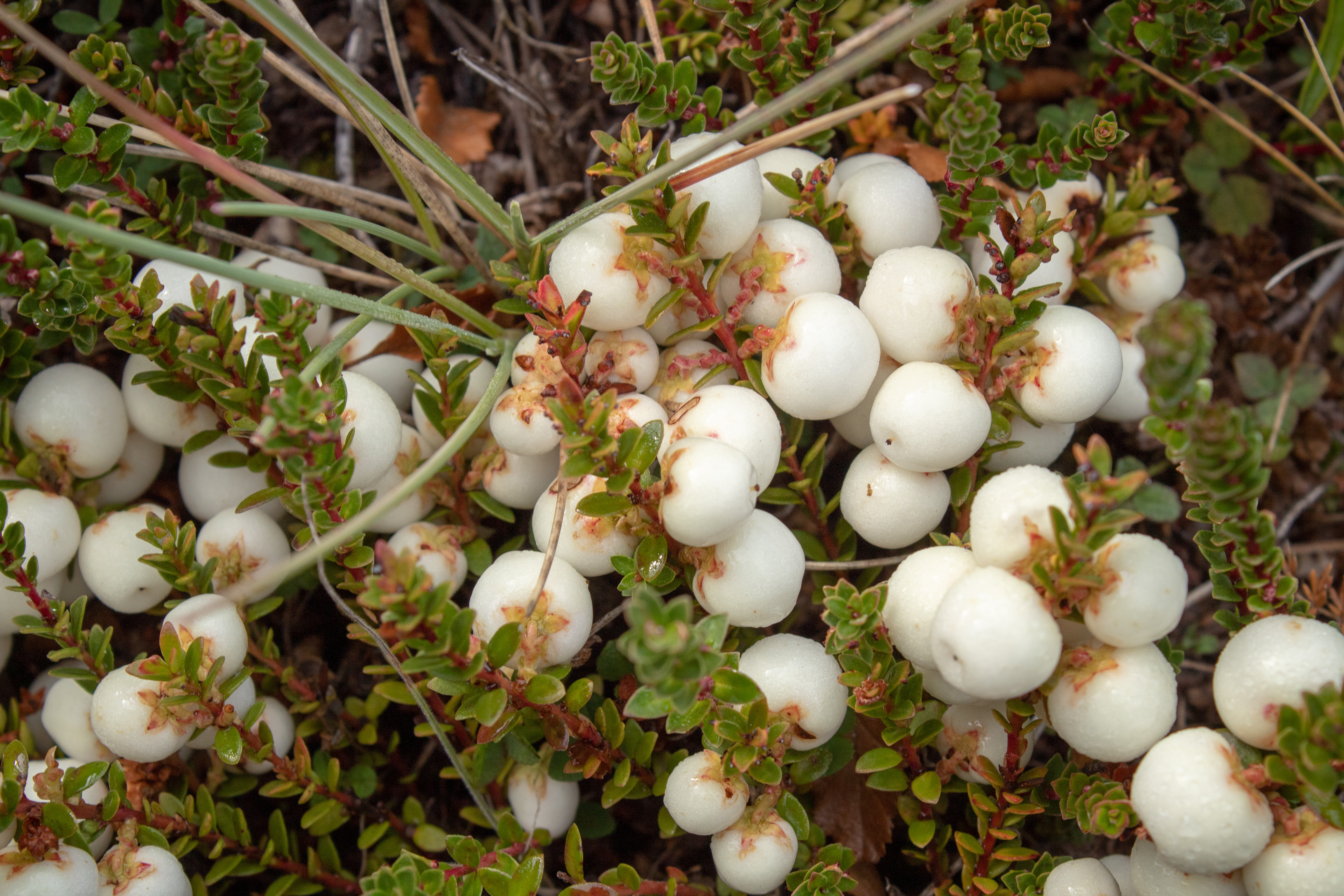
Gaultheria mucronata

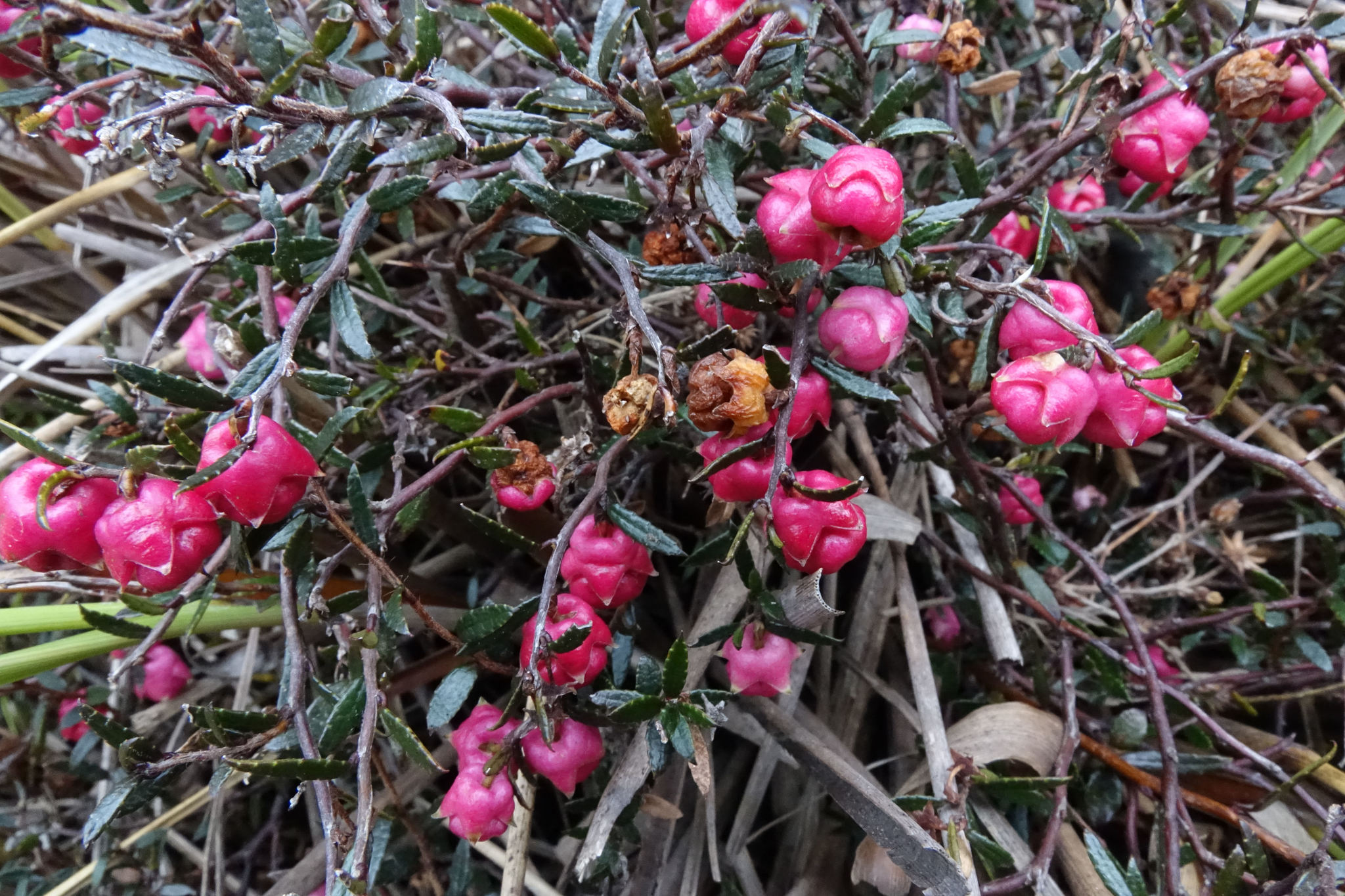
Gaultheria macrostigma

PokrójZimozielone krzewy i krzewinki, zwykle o niewielkiej wysokości, nieliczne mogą przybierać pokrój małych drzew o wysokości do 8 metrów.
Organy podziemneKłącze, podziemne rozłogi.
LiścieZimozielone, skrętoległe, eliptyczne lub odwrotnie jajowate, o długości zależnie od gatunku od 0,3 do 10 cm. Brzeg blaszki liściowej: karbowano–piłkowany do ząbkowanego, wierzchołek liścia z reguły ostry.
KwiatyPojedyncze lub w gronach wyrastających w kątach liści. Obupłciowe, rzadziej rozdzielnopłciowe (wówczas rośliny dwupienne). Kielich złożony z 5 działek u nasady zrośniętych i w czasie owocowania często mięśniejących. Korona kwiatu dzwonkowata, z 5 zrośniętych płatków, barwy od białej przez różową do czerwonej. Pręcików zwykle jest 10. Zalążnia górna, powstaje z 5 zrastających się owocolistków, zawierających liczne zalążki. Szyjka słupka jest prosta i krótka.
OwocePozorne, przypominające jagodę – mięsiste torebki otoczone zmięśniałym, trwałym kielichem. Barwy czerwonej i różowej, rzadziej białej (Gaultheria miqueliana) i niebiesko-czarnej (Gaultheria shallon).

## Systematyka
Pozycja systematyczna
Rodzaj z plemienia Gaultherieae z podrodziny Vaccinioideae w obrębie rodziny wrzosowatych Ericaceae.
Do rodzaju współcześnie włączany jest rodzaj Pernettya obejmujący gatunki, których kielich nie mięśnieje.
Wykaz gatunków
- Gaultheria abbreviata J.J.Sm.
- Gaultheria acroleia Sleumer
- Gaultheria acuminata Schltdl. & Cham.
- Gaultheria adenothrix (Miq.) Maxim.
- Gaultheria akaensis S.Panda & Sanjappa
- Gaultheria albiflora (T.Z.Hsu) P.W.Fritsch & Lu Lu
- Gaultheria alnifolia (Dunal) A.C.Sm.
- Gaultheria amoena A.C.Sm.
- Gaultheria anastomosans (Mutis ex L.f.) Kunth
- Gaultheria angustifolia Brandegee
- Gaultheria antarctica Hook.f.
- Gaultheria antipoda G.Forst.
- Gaultheria appressa A.W.Hill
- Gaultheria arfakana Sleumer
- Gaultheria atjehensis J.J.Sm.
- Gaultheria barbulata Sleumer
- Gaultheria berberidifolia Sleumer
- Gaultheria borneensis Stapf
- Gaultheria bracteata (Cav.) G.Don
- Gaultheria bradeana Sleumer
- Gaultheria brevistipes (C.Y.Wu & T.Z.Xu) R.C.Fang
- Gaultheria bryoides P.W.Fritsch & L.H.Zhou
- Gaultheria buxifolia Willd.
- Gaultheria caespitosa Poepp. & Endl.
- Gaultheria cardiosepala Hand.-Mazz.
- Gaultheria celebica J.J.Sm.
- Gaultheria chiriquensis Camp
- Gaultheria ciliisepala Airy Shaw ex P.W.Fritsch & Lu Lu
- Gaultheria codonantha Airy Shaw
- Gaultheria colensoi Hook.f.
- Gaultheria corvensis (R.R.Silva & Cervi) Romão & Kin.-Gouv.
- Gaultheria crassa Allan
- Gaultheria crassifolia (Airy Shaw) P.W.Fritsch & Lu Lu
- Gaultheria cuneata (Rehder & E.H.Wilson) Bean
- Gaultheria depressa Hook.f.
- Gaultheria dialypetala Sleumer
- Gaultheria discolor Nutt. ex Hook.
- Gaultheria dolichopoda Airy Shaw
- Gaultheria domingensis Urb.
- Gaultheria dumicola W.W.Sm.
- Gaultheria eciliata (Rae & D.G.Long) P.W.Fritsch & L.H.Zhou
- Gaultheria erecta Vent.
- Gaultheria eriophylla (Pers.) Mart. ex Sleumer
- Gaultheria × fagifolia Hook.f.
- Gaultheria foliolosa Benth.
- Gaultheria fragrantissima Wall.
- Gaultheria glaucifolia Hemsl.
- Gaultheria glomerata (Cav.) Sleumer
- Gaultheria gonggashanensis  P.W.Fritsch & Lu Lu
- Gaultheria gracilescens Sleumer
- Gaultheria gracilis Small
- Gaultheria griffithiana Wight
- Gaultheria hapalotricha A.C.Sm.
- Gaultheria heteromera R.C.Fang
- Gaultheria hirta Ridl.
- Gaultheria hispida R.Br. – golteria szczecinkowata
- Gaultheria hispidula (L.) Muhl. ex Bigelow
- Gaultheria hookeri C.B.Clarke
- Gaultheria howellii (Sleumer) D.J.Middleton
- Gaultheria humifusa (Graham) Rydb.
- Gaultheria hypochlora Airy Shaw
- Gaultheria insana (Molina) D.J.Middleton
- Gaultheria insipida Benth.
- Gaultheria × intermedia J.J.Sm.
- Gaultheria itatiaiae Wawra
- Gaultheria japonica (A.Gray) Sleumer
- Gaultheria jingdongensis R.C.Fang
- Gaultheria × jordanensis Brade & Sleum.
- Gaultheria kamengiana S.Panda & Sanjappa
- Gaultheria kemiriensis Sleumer
- Gaultheria lanceolata Hook.f.
- Gaultheria lanigera Hook.
- Gaultheria leucocarpa Blume
- Gaultheria linifolia (Phil.) Teillier & R.A.Rodr.
- Gaultheria lohitiensis S.Panda & Sanjappa
- Gaultheria losirensis Sleumer
- Gaultheria macrostigma (Colenso) D.J.Middleton
- Gaultheria major (Airy Shaw) P.W.Fritsch & Lu Lu
- Gaultheria malayana Airy Shaw
- Gaultheria marginata (N.E.Br.) D.J.Middleton
- Gaultheria marronina P.W.Fritsch & Lu Lu
- Gaultheria marticorenae Teillier & P.W.Fritsch
- Gaultheria megalodonta A.C.Sm.
- Gaultheria minuta Merr.
- Gaultheria mucronata (L.f.) Hook. & Arn. – golteria chilijska
- Gaultheria mundula F.Muell.
- Gaultheria myrsinoides Kunth
- Gaultheria myrtilloides Cham. & Schltdl.
- Gaultheria nivea (J.Anthony) Airy Shaw
- Gaultheria notabilis J.Anthony
- Gaultheria novaguineensis J.J.Sm.
- Gaultheria nubicola D.J.Middleton
- Gaultheria nubigena (Phil.) B.L.Burtt & Sleum.
- Gaultheria nummularioides D.Don
- Gaultheria obovata (Airy Shaw) P.W.Fritsch & Lu Lu
- Gaultheria oppositifolia Hook.f.
- Gaultheria oreogena A.C.Sm.
- Gaultheria ovatifolia A.Gray
- Gaultheria paniculata B.L.Burtt & A.W.Hill
- Gaultheria parvula D.J.Middleton
- Gaultheria paucinervia P.W.Fritsch & C.M.Bush
- Gaultheria pernettyoides Sleumer
- Gaultheria phillyreifolia (Pers.) Sleumer
- Gaultheria poeppigii DC.
- Gaultheria praticola C.Y.Wu
- Gaultheria procumbens L. – golteria rozesłana
- Gaultheria prostrata W.W.Sm.
- Gaultheria pseudonotabilis  H.Li ex R.C.Fang
- Gaultheria pullei J.J.Sm.
- Gaultheria pumila (L.f.) D.J.Middleton
- Gaultheria purpurascens Kunth
- Gaultheria purpurea R.C.Fang
- Gaultheria pyrolifolia Hook.f. ex C.B.Clarke
- Gaultheria pyroloides Hook.f. & Thomson ex Miq.
- Gaultheria racemulosa (DC.) D.J.Middleton
- Gaultheria rengifoana Phil.
- Gaultheria reticulata Kunth
- Gaultheria rigida Kunth
- Gaultheria rupestris (G.Forst.) G.Don
- Gaultheria santanderensis A.C.Sm.
- Gaultheria schultesii Camp
- Gaultheria sclerophylla Cuatrec.
- Gaultheria semi-infera (C.B.Clarke) Airy Shaw
- Gaultheria serrata (Vell.) Kin.-Gouv. ex Luteyn
- Gaultheria × serrulata Herzog
- Gaultheria seshagiriana Subba Rao & Kumari
- Gaultheria setulosa N.E.Br.
- Gaultheria shallon Pursh
- Gaultheria sinensis J.Anthony
- Gaultheria sleumeri Smitinand & P.H.Hô
- Gaultheria sleumeriana Kin.-Gouv.
- Gaultheria solitaria Sleumer
- Gaultheria stapfiana Airy Shaw
- Gaultheria stenophylla P.W.Fritsch & Lu Lu
- Gaultheria stereophylla A.C.Sm.
- Gaultheria steyermarkii Luteyn
- Gaultheria straminea R.C.Fang
- Gaultheria strigosa Benth.
- Gaultheria subcorymbosa Colenso
- Gaultheria suborbicularis W.W.Sm.
- Gaultheria taiwaniana S.S.Ying
- Gaultheria tasmanica (Hook.f.) D.J.Middleton
- Gaultheria tenuifolia (Phil.) Sleumer
- Gaultheria tetracme (Airy Shaw) P.W.Fritsch & Lu Lu
- Gaultheria tetramera W.W.Sm.
- Gaultheria thymifolia Stapf ex Airy Shaw
- Gaultheria tomentosa Kunth
- Gaultheria trichophylla Royle
- Gaultheria trigonoclada R.C.Fang
- Gaultheria ulei Sleumer
- Gaultheria vaccinioides Griseb. ex Wedd.
- Gaultheria viridicarpa J.B.Williams
- Gaultheria viridiflora Sleumer
- Gaultheria wardii C.Marquand & Airy Shaw